# 11795 Fredrikbruhn
11795 Fredrikbruhn (1979 QM1) là một tiểu hành tinh vành đai chính được phát hiện ngày 22 tháng 8 năm 1979 bởi C.-I. Lagerkvist ở Đài thiên văn Nam Âu.